# رسوميات متحركة

ثلاثة حلقات دوارة

الرسوميات المتحركة (بالإنجليزية: Motion Graphics)‏ هي الرسوميات الحاسوبية التي توظف الفيديو و/أو التحريك لإظهار مشهد حركة وهمية أو مظهر متغير.
غالباً ما يضاف الصوت إلى مشاهد الرسوميات المتحركة لاستخدامها في مشاريع الوسائط المتعددة. تعرض الرسوميات المتحركة عادة عبر وسائل الإعلام الإلكتروني، وقد تعرض أيضاً بوسائل العرض اليدوية مثل الوماض.
يفضل استخدام هذا المصطلح للتفرقة بين الرسوميات الثابتة والرسوميات المتحركة عبر الوقت بدون الدخول في تفاصيل الكيفية.

## تاريخ المصطلح
نظرًا لعدم وجود تعريف مقبول عالميًا للرسوميات المتحركة، فإن البداية الرسمية لشكل الفن محل نزاع. كانت هناك عروض يمكن تصنيفها على أنها رسوميات متحركة في وقت مبكر من 1800s. كتب مايكل بيتانكورت أول دراسة تاريخية عميقة في هذا المجال، حيث يناقش أسسها في الموسيقى المرئية والأفلام التجريدية التاريخية في العشرينات من القرن العشرين من قبل والثر روتمان، وهانس ريختر ، وفايكنج إجلينغ وأوسكار فيسينغر.
يرتبط تاريخ الرسوميات المتحركة ارتباطًا وثيقًا بتاريخ رسوميات حاسوبية نظرًا لأن التطورات الجديدة للرسوميات التي تم إنشاؤها بواسطة الكمبيوتر أدت إلى استخدام أوسع للتصميم المتحرك لا يعتمد على الرسوميات المتحركة للأفلام البصرية. مصطلح الرسوميات المتحركة نشأ مع تحرير الفيديو الرقمي في الحوسبة، وربما لمواكبة أحدث التقنيات أو التكنولوجيا. يشار إلى الرسومات الخاصة بالتلفزيون في الأصل باسم تصميم البث.
كان أول استخدام للمصطلح «رسوميات متحركة» هو المحرّك جون ويتني، الذي أسس عام 1960 شركة تدعى الرسوميات المتحركة ( Motion Graphics Inc. ).
يعتبر ساول باس رائدًا رئيسيًا في تطوير سلاسل عناوين الأفلام الروائية. شمل عمله تسلسلات اللقب للأفلام الشعبية مثل The Man With The Golden Arm (1955), Vertigo (1958), Anatomy of a Murder (1959), North by Northwest (1959), Psycho (1960), and Advise & Consent (1962. كانت تصميماته بسيطة، لكنها نقلت بشكل فعال طابع الفيلم.

## فائدة تصميم مقاطع الرسوم المتحركة
تتعدد فوائد الرسوم المتحركة، التي تخدم العديد من المجالات، فمثلًا إذا ذكرنا المجال الطبي، فيُمكن هنا استخدامها من أجل توضيح بعض المعلومات الطبية أو عرض العمليات الجراحية للطلاب في صورة مُبسطة. كذلك يُمكن للأطباء الاستعانة بمقاطع الرسوم المتحركة من أجل التسويق لعيادتهم الطبية من خلال عرض معلومات تخص خدماتهم أو الأمراض التي يعالجونها أمام المرضى في شكل يخدم احتياجاتهم ويجاوب على جميع استفساراتهم، مما يجعلهم يطمئنون أنهم في أيادٍ أمينة.

## برمجيات تصميم الرسوميات المتحركة
- أدوبي أفتر إفكتس
- CineFX
- Combustion، من إنتاج شركة أوتودسك
- Motion، من إنتاج شركة أبل
- Shake، من إنتاج شركة أبل
- Max
- Quartz Composer، من إنتاج شركة أبل
- أنمي ستوديو
- أدوبي فلاش

## برمجيات الرسوميات ثلاثية الأبعاد
- ثري دي إس ماكس
- مايا
- بلندر
- سينما فور دي
- سوفت إيماج إكس إس آي
- LightWave 3D
- E-on Vue
- EIAS